# Neuer Jüdischer Friedhof (Lübbecke)

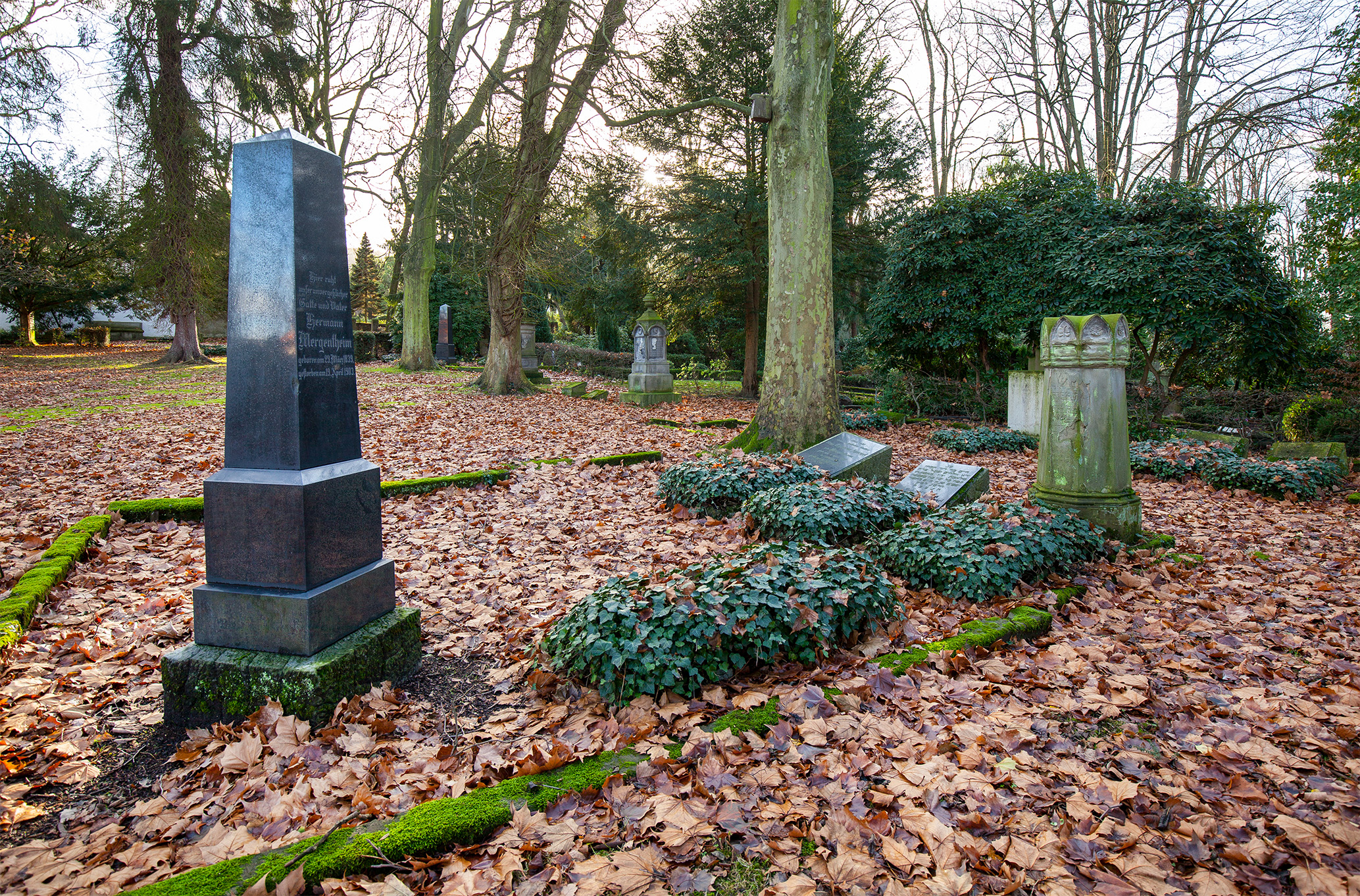
Teilansicht des neuen jüdischen Friedhofs in Lübbecke

Der Neue Jüdische Friedhof Lübbecke befindet sich in der Stadt Lübbecke im Kreis Minden-Lübbecke in Nordrhein-Westfalen. Als jüdischer Friedhof ist er ein Baudenkmal. 
Der Friedhof in der Gehlenbecker Straße, einer Abteilung des Städtischen Friedhofs, wurde von 1862 bis 1940 belegt. Dort sind ca. 60 Grabsteine erhalten. 